# Harriet Boyd-Hawes

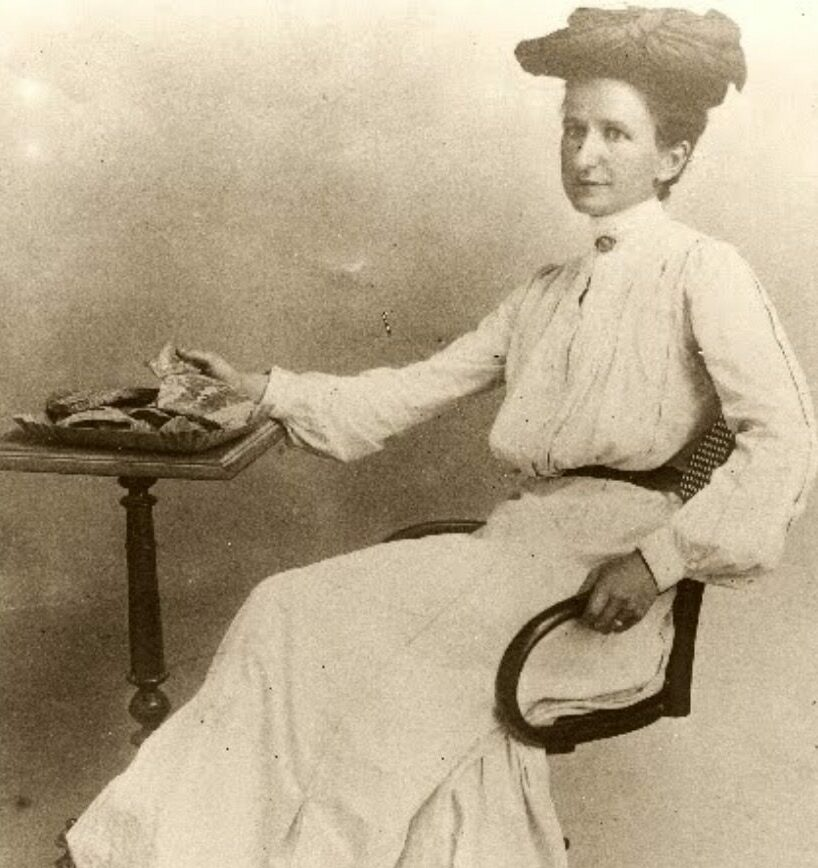
Harriet Boyd-Hawes

Harriet Ann Boyd-Hawes (auch Boyd Hawes; * 11. Oktober 1871 in Boston, Massachusetts; † 31. März 1945 in Washington D.C.) war eine US-amerikanische Archäologin. Sie war die erste Frau, die archäologische Grabungen leitete, und grub von 1901 bis 1904 die minoische Stadt Gournia auf der Insel Kreta aus.

## Leben
Harriet Ann Boyd war die Tochter des Lederhändlers Alexander Boyd und hatte vier ältere Brüder. Ihre Mutter Harriet Fay Wheeler Boyd starb, als sie noch ein Kind war. Nach ihrem Abschluss 1888 an der Prospect Hill School in Greenfield (Massachusetts) studierte sie am Smith College in Northampton (Massachusetts) Klassische Altertumswissenschaft und erreichte 1892 den Grad Bachelor of Arts.
1896 ging Harriet Ann Boyd nach Griechenland und besuchte die American School of Classical Studies at Athens. 1897 meldete sie sich während des Türkisch-Griechischen Kriegs als Krankenschwester und arbeitet in Thessalien sowie 1898 während des Spanisch-Amerikanischen Krieges in Florida. 1899 erhielt sie das Agnes Hoppin Memorial Fellowship Stipendium der American School of Classical Studies at Athens, das mit 1000 US-Dollar dotiert war.

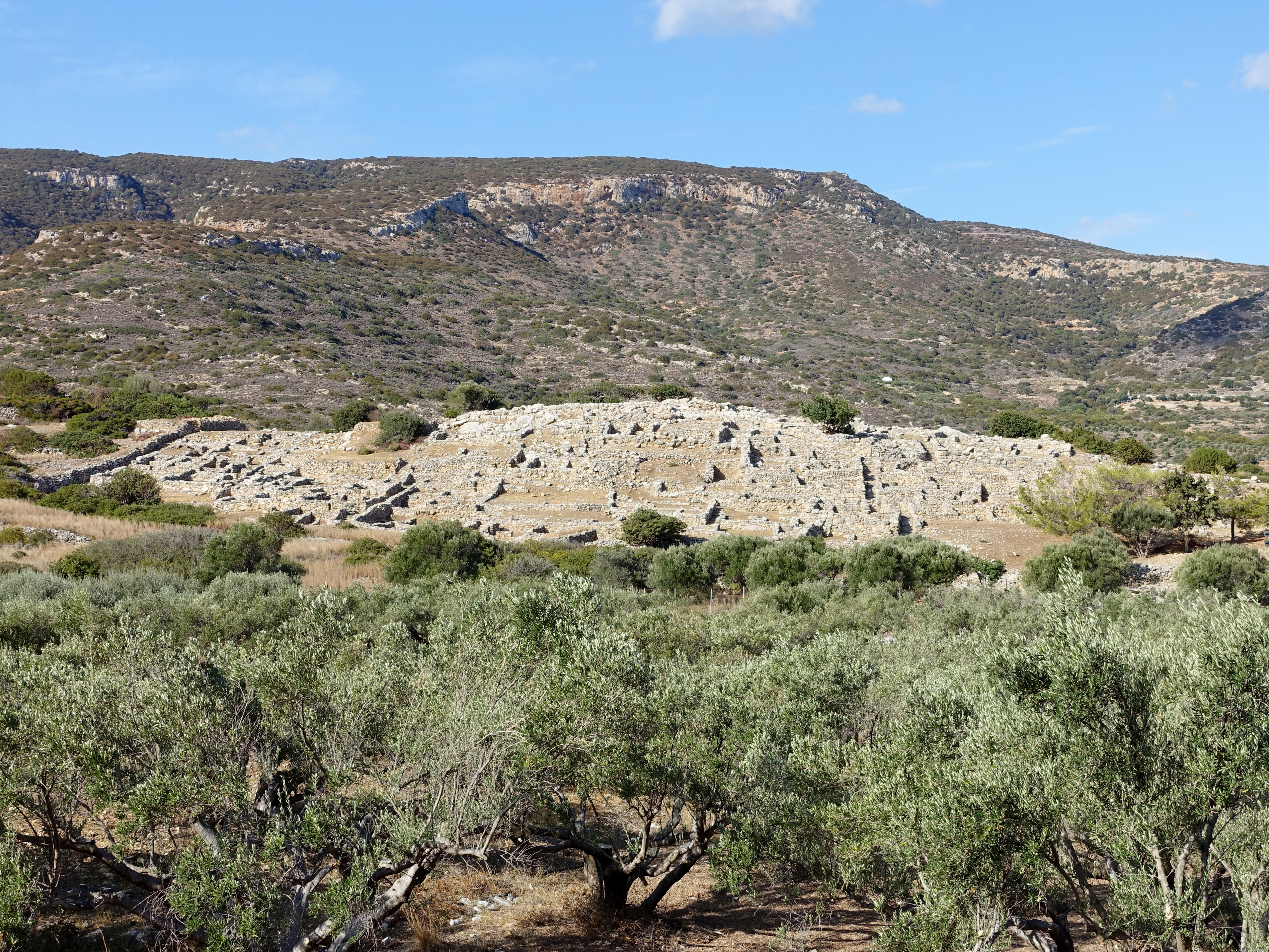
Ostansicht von Gournia (2016)

Als Frau wurde ihr die Teilnahme an archäologischen Grabungen der American School of Classical Studies at Athens verwehrt und ihr Professor empfahl ihr, als Bibliothekarin zu arbeiten. Harriet nahm dies jedoch nicht hin und beschloss, ihre Ausgrabung mit dem Geld ihres Stipendiums zu finanzieren. So begab sie sich 1900 nach Kreta. Arthur Evans, der in Knossos arbeitete, riet ihr, bei Kavousi zu graben. Hier entdeckte sie während ihrer viermonatigen Grabung Häuser und Gräber aus der Geometrischen Zeit. Sie beschrieb die Grabungsfunde in ihrer Masterarbeit und erhielt hierfür 1901 den Grad Master of Arts vom Smith College. 
1901 kehrte Harriet Boyd nach Kreta zurück und begann die Grabungen in Gournia, wo sie eine minoische Stadt entdeckte. 1903 und 1904 führte sie die Grabungen weiter und entdeckte auf dem nahegelegenen Hügel Sphoungaras minoische Gräber.
Boyd lernte auf Kreta den englischen Anthropologen Charles Henry Hawes kennen, den sie am 3. März 1906 heiratete. Am 3. Dezember 1906 wurde ihr Sohn Alexander geboren und im August 1910 Mary Nesbit, die später unter dem Namen Mary Allsebrook mit ihrer Tochter eine Biographie über ihre Mutter schrieb. Im Februar 1910 zog die Familie nach Hanover in New Hampshire. 1916 diente Harriet Boyd-Hawes wieder als freiwillige Krankenschwester in einem Krankenhaus für Cholera- und Typhus-Patienten auf der Insel Korfu. Von 1919 bis 1936 lebte sie mit ihrem Mann in Boston und Cambridge, bis sie ihren Alterssitz, eine kleine Farm in Alexandria, Virginia bezogen. Als Charles Hawes 1943 starb, ging Harriet in ein Altenheim in Washington D. C. wo sie am 31. März 1945 an einer Bauchfellentzündung starb.

## Schriften
- Excavations at Kavousi, Crete, 1900, 1901
- Excavations at Gournia, Crete, Government printing office, 1905
- Pottery of the prehistoric settlement at Gournià and its neighbourhood in Crete, University of Pennsylvania, 1905
- Gournia, Vasiliki and other prehistoric cities on the Isthmus of Hierapetra, Crete ; excavations of the Wells-Houston-Cramp expeditions 1901, 1903, 1904, the American exploration Society, Free Museum of science and art, 1908
- Crete: the forerunner of Greece, Harper & brothers, 1909
- A Gift of Themistokles: Two famous Reliefs in Rome and Boston in American Journal of Archaeology, Band 28 (1922), S. 81–82 (online)
- A Gift of Themistocles: The 'Ludovisi Throne' and the Boston Relief. in American Journal of Archaeology, Band 28 (1922), S. 278–306 (online)
- Cabbages and Peanuts, Saalfield Publishing, 1929 (Kinderbuch mit Illustrationen von Fern Bisel Peat)
- Animal Crackers (Happy Time Stories), Saalfield Publishing, 1930 (Kinderbuch mit Illustrationen von Fern Bisel Peat)
- Ready-guide: Boston, Cambridge, Brookline; tercentenary., Marshall Jones Company, 1936
- Smith college studies in history, Smith College, 1964
- A land called Crete: Minoan and Mycenaean art from American and European public and private collections, Smith College Museum of Art, 1967